# David Howell (golf)
Pour les articles homonymes, voir David Howell et Howell.
David Howell, né le 23 juin 1975 à Swindon est un golfeur anglais
Professionnel depuis 1995, sa dixième place au mérite européen lui donne une place dans l'équipe européenne de Ryder Cup lors de l'édition 2004, remportée avec la plus grande marge de l'histoire par l'Europe aux États-Unis.
Après de bons débuts lors de la saison 2005, il termine finalement 7e de l'ordre du mérite en fin de saison. La saison 2006 débute également sous de bons auspices : avant l'Open de France du début d'été, il occupe la première place de l'ordre du mérite, à ses deux victoires, il ajoute la régularité sous la forme de huit cuts réussis sur neuf tournois disputés.

## Palmarès

### Ryder Cup
- Victoire en 2004

### Circuit Européen
- 1999 : Dubai Desert Classic
- 2005 : BMW International Open
- 2006 : HSBC Champions, BMW PGA Championship
- 2001 : 2e Victor Chandler British Masters